# Procuraduría Pública Especializada en Delitos de Corrupción
La Procuraduría Pública Especializada en Delitos de Corrupción, también llamada la Procuraduría Anticorrupción, es una institución estatal peruana para la reclamación de denuncias e investigaciones de altos funcionarios acusados de cometer delitos de su tipo. Depende de la Procuraduría General del Estado.

## Historia
El primer concepto de Procuraduría Pública surgió en el año 2000 por el entonces mandatario Alberto Fujimori para investigar a Vladimiro Montesinos, conocido por la red de corrupción que instaló. Este fue ratificada por Valentín Paniagua por medio del Sistema Nacional Anticorrupción. Aquello se trató de un suceso ad hoc, por lo que estuvo limitado en una investigación de mucho expedientes; posteriormente, el Congreso de la República instauró cuatro procuradores especiales anticorrupción para agilizar el trabajo. No obstante, fue un avance significativo para localizar cómplices de la red y procesarlos en poco tiempo.
En palabras de José Ugaz, cuyo bufete de abogados firmó un convenio de medio millón de dólares para operar la institución hasta finalizada el gobierno de transición de Paniagua, la Procuraduría Anticorrupción fue elemento importante de la «maquinaria de administración de justicia», en que se propusieron los casos delictivos para la Fiscalía. Luego de realizar las investigaciones de la segunda, estos se procesan por los jueces de su tipo. Sin embargo, en su momento tuvo conflictos con el Ministerio Público, en que la fiscal de la Nación Nelly Calderón se entrometió en la destitución de algunos procuradores, así como en dictar una resolución opuesta a la sugerida por el ente anticorrupción.
En 2002, con el mandato de Alejandro Toledo, se descentraliza. Sin embargo, tuvo dificultades en resolver casos ajenos a la red de corrupción del Fujimorato al no tener tal competencia para procesar, seguido del temor del propio mandatario a ser investigado. Cuando se habló el motivo de un menor presupuesto, el primer ministro Carlos Ferrero minimizó la responsabilidad al procurador por considerar lejos de ser un «gran responsable de la lucha» frente al juez y el fiscal. En el posterior gobierno de Alan García, se limitó el avance del sistema de investigación en que se cuestionó el liderazgo de la institución. Además, se creó otra procuraduría para desvirtuar la atención con las investigaciones hacia Toledo, en que su encargado Gino Ríos Patio calificó de superior el daño a Fujimori.
En 2008, como parte de la formación del Sistema de Defensa Jurídica del Estado, se oficializa la Procuraduría Pública Especializada en Delitos de Corrupción (descrito en el artículo 46 del Decreto Supremo n° 17-2008-JUS). Este trabaja en conjunto con el Ministerio Público para exigir el cumplimiento en la sentencia de los delitos descritos en las secciones II, III y IV del capítulo II, del título XVIII, del libro segundo del Código Penal. En sus primeros días de gestión, el Ministerio de Justicia y Derechos Humanos solicitó apoyo a la Cooperación Alemana al Desarrollo para la reformulación de la nueva oficina de la procuraduría en dos: el primero dedicado a la unidad de investigación financiera y otro de observación por especialistas de varias disciplinas del Derecho. La primera fue creada en 2011 para el rol de ubicar, embargar y confiscar los bienes y fondos provenientes de la corrupción.
En 2011, cuando Julio Arbizu estuvo al mando, se concedió la habilidad de realizar sus investigaciones en los casos anticorrupción sin interferir de otras instituciones. Hasta 2012, alrededor de 70% de los casos son catalogados de menor relevancia.

## Principales procuradores anticorrupción

### Procuradorad hocen caso Fujimori-Montesinos
| Nombre                    | Periodo   |
| ------------------------- | --------- |
| José Ugaz                 | 2000-2002 |
| Luis Vargas Valdivia      | 2002-2004 |
| Antonio Maldonado Paredes | 2004-2006 |
| Carlos Briceño            | 2006-2008 |
| Pedro Gamarra             | 2008-2010 |

### Procurador en delitos comunes
| Nombre            | Periodo   |
| ----------------- | --------- |
| Gino Ríos Patio   | 2008      |
| Jorge Luis Caldas | 2008-2011 |
| Julio Arbizu      | 2011-2014 |
| Joel Segura       | 2014-2016 |
| Amado Enco        | 2016-2020 |
| Javier Pacheco    | 2020-2022 |